# Sandra Näslund
Sandra Näslund (* 6. Juli 1996 in Kramfors) ist eine schwedische Freestyle-Skierin. Sie startet in der Disziplin Skicross. Ihre größten Erfolge sind der Olympiasieg 2022 sowie zwei Weltmeistertitel 2017 und 2021. Sie gewann einmal den Freestyle-Gesamtweltcup sowie dreimal die Disziplinenwertung und ist mit über 30 Einzelsiegen die erfolgreichste Skicross-Athletin der Geschichte.

## Biografie
Näslund, die neben Skicross-Wettbewerben sporadisch auch alpine Skirennen bestreitet (vor allem FIS-Rennen in den Disziplinen Slalom und Riesenslalom) debütierte am 3. März 2012 im Freestyle-Weltcup. In Branäs belegte sie den 22. Platz und holte damit sogleich die ersten Weltcuppunkte. In der Weltcupsaison 2012/13 gelang ihr eine Top-10-Platzierung. Sie fuhr bei den Weltmeisterschaften 2013 in Voss auf den 14. Platz, wurde erstmals schwedische Meisterin und verpasste als Vierte bei den Juniorenweltmeisterschaften in Chiesa in Valmalenco knapp eine Medaille.
In der Saison 2013/14 kam Näslund bei elf Weltcupteilnahmen sechsmal unter die ersten zehn. Dabei erreichte sie mit dem zweiten Platz in Val Thorens und den dritten Platz in Åre ihre ersten Weltcup-Podestplatzierungen. Bei den Olympischen Winterspielen 2014 in Sotschi fuhr sie auf den fünften Platz. Im April 2014 gewann sie bei den Juniorenweltmeisterschaften in Chiesa in Valmalenco die Silbermedaille. Die Saison beendete sie auf dem fünften Rang im Skicross-Weltcup. Nach vier Top-10-Ergebnissen musste sie die Saison 2014/15 verletzungsbedingt vorzeitig abbrechen. Zu Beginn der Saison 2015/16 belegte sie beim Weltcup in Val Thorens den zweiten Platz. Im weiteren Saisonverlauf errang sie in Innichen den dritten Platz sowie in Idre den dritten und den zweiten Platz. Im März 2016 gewann sie bei den Juniorenweltmeisterschaften in Val Thorens die Goldmedaille. Zum Saisonende belegte sie den vierten Schlussrang im Skicross-Weltcup.
In der Weltcupsaison 2016/17 errang Näslund viermal den zweiten und zweimal den dritten Platz. Zudem siegte sie jeweils am Watles und in Idre. Damit belegte sie zum Saisonende den siebten Platz im Gesamtweltcup und den zweiten Platz im Skicross-Weltcup. Ende Januar 2017 wurde sie zum zweiten Mal schwedische Skicross-Meisterin. Beim Saisonhöhepunkt, den Weltmeisterschaften 2017 in der Sierra Nevada, gewann sie die Goldmedaille. Auch bei den Juniorenweltmeisterschaften in Chiesa in Valmalenco im April 2017 konnte sie die Goldmedaille gewinnen. Im Verlaufe der Saison 2017/18 war Näslund der Konkurrenz überlegen: In neun von zehn Weltcuprennen, stand sie auf dem Podest, davon siebenmal als Siegerin und zweimal als Dritte. Sie sicherte sich damit sowohl den Sieg im Gesamtweltcup als auch in der Skicross-Disziplinenwertung. Hingegen konnte sie bei den Olympischen Winterspielen 2018 in Pyeongchang ihrer Favoritenrolle nicht gerecht werden und verpasste als Vierte knapp eine Medaille.
Im Weltcup 2018/19 gelangen Näslund drei Siege und vier zweite Plätze, was in der Disziplinenwertung den zweiten Rang ergab. Bei den Weltmeisterschaften 2019 in Park City scheiterte sie bereits im Viertelfinale. Im Weltcup 2019/20 gewann sie drei Rennen, wurde fünfmal Zweite und einmal Dritte. Nie war sie schlechter klassierte als auf dem fünften Platz, womit sie zum zweiten Mal den Gewinn der Disziplinenwertung sicherte.
Nachdem sie die erste Hälfte der folgenden Saison verpasst hatte, kürte sie sich bei ihren Heimweltmeisterschaften in Idre zum zweiten Mal zur Weltmeisterin. Im Winter 2021/22 wurde sie zur Seriensiegerin und gewann zwölf von 13 Rennen (inklusive Mixed-Wettbewerb), einmal wurde sie Vierte. Bei den Olympischen Winterspielen 2022 in Peking wurde sie ihrer Favoritenrolle gerecht und gewann im Skicross die Goldmedaille. Saisonübergreifend übertraf sie sowohl Ophélie David als auch Fanny Smith und ist seit Dezember 2022 alleinige Weltcup-Rekordsiegerin in der Disziplin Skicross.

## Erfolge

### Olympische Spiele
- Sotschi 2014: 5. Skicross
- Pyeongchang 2018: 4. Skicross
- Peking 2022: 1. Skicross

### Weltmeisterschaften
- Voss 2013: 14. Skicross
- Sierra Nevada 2017: 1. Skicross
- Park City 2019: 9. Skicross
- Idre 2021: 1. Skicross
- Bakuriani 2023: 1. Skicross, 1. Skicross Team

### Weltcupwertungen
| Saison  | Gesamt | Gesamt | Skicross | Skicross |
| Saison  | Platz  | Punkte | Platz    | Punkte   |
| ------- | ------ | ------ | -------- | -------- |
| 2011/12 | 169.   | 1      | 44.      | 9        |
| 2012/13 | 122.   | 8      | 26.      | 79       |
| 2013/14 | 22.    | 34     | 5.       | 374      |
| 2014/15 | 90.    | 9      | 22.      | 102      |
| 2015/16 | 14.    | 46,33  | 4.       | 556      |
| 2016/17 | 7.     | 60,77  | 2.       | 790      |
| 2017/18 | 1.     | 87,00  | 1.       | 870      |
| 2018/19 | 4.     | 68,64  | 2.       | 755      |
| 2019/20 | 2.     | 77,73  | 1.       | 855      |
| 2020/21 | –      | –      | 8.       | 360      |
| 2021/22 | –      | –      | 1.       | 1150     |

### Weltcupsiege
Näslund errang im Weltcup bisher 63 Podestplätze in Einzelrennen, davon 37 Siege:
| Datum             | Ort           | Land        |
| ----------------- | ------------- | ----------- |
| 14. Januar 2017   | Watles        | Italien     |
| 11. Februar 2017  | Idre          | Schweden    |
| 7. Dezember 2017  | Val Thorens   | Frankreich  |
| 12. Dezember 2017 | Arosa         | Schweiz     |
| 22. Januar 2018   | Innichen      | Italien     |
| 13. Januar 2018   | Idre          | Schweden    |
| 14. Januar 2018   | Idre          | Schweden    |
| 20. Januar 2018   | Nakiska       | Kanada      |
| 4. März 2018      | Sunny Valley  | Russland    |
| 22. Dezember 2018 | Innichen      | Italien     |
| 16. Februar 2019  | Feldberg      | Deutschland |
| 17. Februar 2019  | Feldberg      | Deutschland |
| 6. Dezember 2019  | Val Thorens   | Frankreich  |
| 18. Januar 2020   | Nakiska       | Kanada      |
| 26. Januar 2020   | Idre          | Schweden    |
| 19. Februar 2021  | Reiteralm     | Österreich  |
| 21. März 2021     | Veysonnaz     | Schweiz     |
| 27. November 2021 | Secret Garden | China       |
| 11. Dezember 2021 | Val Thorens   | Frankreich  |
| 12. Dezember 2021 | Val Thorens   | Frankreich  |
| 19. Dezember 2021 | Innichen      | Italien     |
| 20. Dezember 2021 | Innichen      | Italien     |
| 14. Januar 2022   | Nakiska       | Kanada      |
| 15. Januar 2022   | Nakiska       | Kanada      |
| 22. Januar 2022   | Idre          | Schweden    |
| 23. Januar 2022   | Idre          | Schweden    |
| 13. März 2022     | Reiteralm     | Österreich  |
| 19. März 2022     | Veysonnaz     | Schweiz     |
| 8. Dezember 2022  | Val Thorens   | Frankreich  |
| 9. Dezember 2022  | Val Thorens   | Frankreich  |
| 12. Dezember 2022 | Arosa         | Schweiz     |
| 21. Dezember 2022 | Innichen      | Italien     |
| 22. Dezember 2022 | Innichen      | Italien     |
| 21. Januar 2023   | Idre          | Schweden    |
| 22. Januar 2023   | Idre          | Schweden    |
| 16. Februar 2023  | Reiteralm     | Österreich  |
| 17. Februar 2023  | Reiteralm     | Österreich  |

Hinzu kommen ein Sieg und ein weiterer Podestplatz in einem Mixed-Wettbewerb.

### Juniorenweltmeisterschaften
- Chiesa in Valmalenco 2012: 9. Skicross
- Chiesa in Valmalenco 2013: 4. Skicross
- Chiesa in Valmalenco 2014: 2. Skicross
- Val Thorens 2016: 1. Skicross
- Chiesa in Valmalenco 2017: 1. Skicross

### Weitere Erfolge
- 5 schwedische Meistertitel (Skicross 2013, 2017, 2018, 2021 und 2022)
- 17 Siege in FIS-Rennen (Skicross)
- 2 Siege in FIS-Rennen (Ski Alpin)